# Equipo de Copa Davis de India
El Equipo indio de Copa Davis es el representativo de India en la máxima competición internacional a nivel de naciones del tenis.

## Historia
India jugó su primera serie de Copa Davis en 1921 con un auspicioso triunfo en París ante el combinado francés, que ya contaba con el "mosquetero" Jacques Brugnon en su escuadra.
Su primera final la alcanzó en 1966 teniendo como abanderado del equipo a Ramanathan Krishnan. En la final jugada en Melbourne fue poco lo que pudieron hacer ante el poderoso representativo de Australia. Sin embargo, lograron ganarle el punto de dobles a la prestigiosa dupla australiana formada por John Newcombe y Tony Roche.
En su segunda final, India decidió no presentarse a jugar ante Sudáfrica en rechazo a su política de apartheid. Como consecuencia, Sudáfrica se adjudicó el título por walkover.
Su última final la alcanzó en 1987, después de vencer a los representantes de Argentina, Israel y Australia. El equipo donde brillaban Vijay Amritraj y Ramesh Krishnan (hijo de Ramanathan Krishnan) perdió ante Suecia, liderada por Mats Wilander, por 5-0 en Gotemburgo sobre canchas lentas.

## Actualidad
En 2008, India debutó ante Uzbekistán como local por el Grupo Asia/Oceanía I y obtuvo una ajustada victoria por 3-2 en Nueva Delhi. En la segunda ronda, también como local, derrotó nuevamente por 3-2 al representativo japonés, pero con la serie definiéndose ya en el tercer punto. Con esto ganó un lugar para pelear por el ascenso al Grupo Mundial.
En septiembre jugó por el ascenso ante el equipo de Rumania como visitante sobre canchas lentas (en sus series de local usó superficie de césped). Allí logró un solo punto, ganado por la prestigiosa pareja de dobles formada por Mahesh Bhupathi y Leander Paes, aunque Rumania se terminó imponiendo por 4-1. En 2009 deberá continuar jugando en el Grupo Asia/Oceanía I.
En 2009 debutará en segunda ronda ante el ganador de la serie entre Kazajistán y Taiwán.

### Plantel
| Jugador          | Individuales | Dobles |
| ---------------- | ------------ | ------ |
| Rohan Bopanna    | 2 - 1        | 1 - 0  |
| Somdev Devvarman | 0 - 3        |        |
| Mahesh Bhupathi  | 0 - 1        | 3 - 0  |
| Prakash Amritraj | 2 - 2        | -      |
| Leander Paes     | 0 - 1        | 2 - 0  |